# ČSD-Baureihe E 479.1
Die Fahrzeuge der ČSD-Baureihe E 479.1 (ab 1988: Baureihe 131) sind elektrische Doppellokomotiven der einstigen Tschechoslowakischen Staatsbahnen (ČSD) für 3 kV Gleichspannung. Sie gehören heute zum Bestand der slowakischen Eisenbahngesellschaft Železničná spoločnosť Cargo Slovakia (ZSSK Cargo).

## Geschichte
Ende der 1970er Jahre wurden für den schweren Güterverkehr auf den neigungsreichen Strecken der Slowakei neue elektrische Lokomotiven benötigt. Škoda in Pilsen entwickelte eine Doppellokomotive, deren wesentliche Bauteile mit den gleichzeitig entwickelten Lokomotiven der Reihe ES 499.1 (heute 362/363) baugleich sind. Die Konzeption als Doppellokomotive stammte hingegen von der Baureihe E 469.5 (heute: Baureihe 125.8). Diese Lokomotiven wurden Mitte der 1970er Jahre für den grenzüberschreitenden Güterverkehr auf der breitspurigen Strecke Uschhorod–Košice gebaut.
In den Jahren 1980 bis 1982 wurden insgesamt 50 Doppellokomotiven der Baureihe E 479.1 an die ČSD ausgeliefert. Sie bestehen jeweils aus zwei baugleichen Lokomotivhälften mit jeweils eigener Serien- und Betriebsnummer. Beide Teile sind mit Regelschraubenkupplung, Seitenpuffern und zusätzlichen Steuerleitungen verbunden. Eine Oberspannungsverbindung zwischen den beiden Teillokomotiven besteht nicht. Ein Betrieb einzelner Lokomotivhälften ist nicht vorgesehen und wurde auch nie praktiziert. Die Doppellokomotiven sind trotzdem außerhalb von Werkstätten trennbar, die Sektionen sind aufgrund ihres identischen Aufbaues einzeln betriebsfähig. Die Kastenstruktur ist wie bei den vergleichbaren Maschinen des Herstellers auf den Einbau von Mittelpufferkupplungen vorbereitet. Im Gegensatz zu den einteiligen Lokomotiven der Reihe 163 und ihrer sonstigen Abkömmlinge unterscheiden sich die beiden Seitenwände der Wagenkästen bei den Doppellokomotiven nur wenig.
Mit der Teilung der Tschechoslowakei am 1. Januar 1993 in die selbständigen Staaten Tschechien und Slowakei verblieben die Maschinen bei der Železnice Slovenskej republiky (ŽSR). Heute gehören die Lokomotiven zum Bestand der ZSSK Cargo. Sie kommen vorzugsweise auf den Strecken Košice–Žilina, Žilina–Bohumín und Žilina–Hranice na Moravě zum Einsatz. Beheimatet sind sie im Depot Spišská Nová Ves.